# Симлское соглашение
Симлское соглашение — международное соглашение, являющееся мирным договором, между Индией и Пакистаном, подписанное 2 июля 1972 года после окончания третьей индо-пакистанской войны. Соглашение положило начало улучшению индийско-пакистанских отношений.
Целями соглашения были нормализация индийско-пакистанских отношений, начало разрешения споров между сторонами мирными способами без вмешательства третьей стороны и стабилизация ситуации на субконтиненте.
По нему была создана Линия контроля в Кашмире, которая почти совпадает с Линией прекращения огня 1949 года, разделяющая регион между странами: 60 % территории бывшего княжества Джамму и Кашмир перешли под контроль Индии, 30 % — под контроль Пакистана.

## Содержание
В Симлском соглашении изложены несколько основных принципов:
- Будущие территориальные споры, включая кашмирский вопрос, будут решаться мирными способами и только на двусторонней основе.
- Уважение двумя сторонами Линии контроля, не пытаясь изменить её в одностороннем порядке.
- Приверженность к воздерживанию от применения силы или угроз и уважению суверенитета и территориальной целостности друг друга.
- Освобождение Индией более 90 тыс. пакистанских военнопленных в обмен на территории, захваченные во время войны.
- Призыв сторон к принятию шагов по восстановлению диалога, экономических и дипломатических отношений, нарушенных во время конфликта.

## Главные проблемы
Несмотря на стремление сторон к заключению мира и восстановлению отношений, Симлское соглашение не решило ряд ключевых проблем и на протяжении десятилетий продолжала сталкиваться с ними:
- Симлское соглашение поставило требование решать территориальные споры только на двусторонней основе, исключая посредничество третьей стороны, что исключает потенциальные дипломатические пути.
- Индия и Пакистан на протяжении десятилетий неоднократно нарушали соглашение. Они устраивали между собой пограничные и военные столкновения вдоль Линии контроля, периодически ухудшая отношения.
- Симлское соглашение не включает в себя механизм его соблюдения. Кризисы, устраиваемые Индией и Пакистаном, приводят лишь к критике со стороны международного сообщества.

## Последствия
Хоть и Симлское соглашение действовало десятилетиями, отношения между Индией и Пакистаном переживало различные повторяющиеся кризисы. Различные дипломатические усилия, принимаемые в течение десятилетий, так и не смогли создать долгосрочный мир.
24 апреля 2025 года, на фоне очередного кризиса в отношениях Индии и Пакистана, Комитет национальной безопасности Пакистана принял решение о прекращении действия симлского соглашения 1972 года, а также других соглашений, в ответ на решение, принятое Индией 23 апреля 2025 года, где прекращалось действие Договора о водах Инда.

## Реакция
Индия выразила удовлетворение итогами переговоров и подписанием соглашения о двусторонних отношениях.
 Президент Пакистана Зульфикар Али Бхутто назвал соглашение «победой здравых принципов справедливости» и охарактеризовал переговоры, как весьма успешные.
 СССР выразил надежду, что соглашение станет прочным фундаментом для развития индийско-пакистанских отношений.
 Государственный департамент США назвал соглашение «важным шагом к установлению прочного мира в Южной Азии».
 Правительство Великобритании поприветствовало соглашение и охарактеризовала его как «первый шаг к установлению дружеских отношений между Индией и Пакистаном».

### Комментарии
1. ↑  10% территории были под контролем Китая по итогам китайско-индийской войны